# Menneskets første rum
|  | Denne artikel er oprettet af botten Steenthbot ud fra en ekstern database. Den kan derfor have sproglige fejl eller mangler. Denne skabelon kan fjernes efter kontrol af indholdet. |

Menneskets første rum er en dansk eksperimentalfilm fra 1996 instrueret af Casper Moos.

## Handling
Eksperimenterende teater